# Rich Man, Poor Man (serie de televisión)
"Rich Man, Poor Man" es una miniserie de televisión estadounidense estrenada en 1976, basada en la novela homónima de 1969 escrita por Irwin Shaw. Fue transmitida por la cadena ABC en episodios de entre una y dos horas, principalmente los lunes por la noche, durante siete semanas a partir del 1 de febrero de ese mismo año.
Producida por Universal Televisión, la obra representó un nuevo intento de consolidar el formato de miniserie televisiva. Un esfuerzo anterior fue "QB VII", también emitida por "ABC" en 1974. Ambos proyectos fueron exitosos, tanto en crítica como en audiencia, y sentaron las bases para futuras producciones basadas en obras literarias, como "Roots" y "Shogún".
La miniserie fue protagonizada por Peter Strauss, Nick Nolte y Susan Blackey.  
La serie dio lugar a una secuela titulada Rich Man, Poor Man Book II, emitida entre septiembre de 1976 y marzo de 1977. ABC repitió la producción original los martes a las 21:00 horas entre mayo y junio de 1977.

## Argumento
La serie se centra principalmente en la tensión entre dos jóvenes que intentan triunfar en la vida. Cubre el período comprendido entre 1945 y finales de la década de 1960, y narra la vida de los hermanos Jordache: Rudy (Peter Strauss), un joven emprendedor y ambicioso que aspira a obtener un escaño en el Senado de los Estados Unidos, y Tom (Nick Nolte), un rebelde considerado un «hombre pobre» que debe recurrir a métodos menos «limpios» que los de su hermano para ganarse la vida, como el boxeo.
Otro personaje destacado Anthony Falconetti (William Smith), un hombre peligroso y excéntrico, gran enemigo de los hermanos, que tiene como objetivo asesinar no solo a ambos, sino también a todos los allegados de la familia Jordache.

## Producción y recepción
Considerada una de las primeras miniseries exitosas en la historia de la televisión estadounidense, debutó tras el piloto experimental QB VII (1974), marcando el inicio de un formato que ABC explotaría con éxito posteriormente, con producciones como Roots. 
Recibió 17 nominaciones a los Premios Emmy en 1976, de los cuales ganó cuatro estatuillas: Mejor dirección en una serie dramática, Mejor actriz en papel secundario en una serie dramática, Mejor actor con una sola aparición en una serie dramática y Mejor composición musical.

## Diferencias con la novela
La adaptación omite al personaje de Gretchen, hermana de los hermanos Jordache, combinándolo en parte con el personaje de Julie Prescott. Además, en la serie, Rudolph aspira a ser senador, mientras que en la novela solo llega a ser alcalde.

## Secuelas y legado
Se produjo una secuela titulada Rich Man, Poor Man Book II, de 21 episodios, emitida entre septiembre de 1976 y marzo de 1977.

## Reparto principal
- Peter Strauss - Rudy Jordache
- Nick Nolte - Tom Jordache
- Susan Blakely - Julie Prescott
- Edward Asner - Axel Jordache
- Dorothy McGuire - Mary Jordache
- Robert Reed - Teddy Boylan
- Bill Bixby - Willie Abbott
- Fionnula Flanagan - Clothilde
- Ray Milland - Duncan Calderwood
- Talia Shire - Teresa Santoro
- Dick Butkus - Al Fanducci
- Lynda Day George - Linda Quales
- Kay Lenz - Kate Jordache
- Andrew Duggan - Coronel Deiner
- Gloria Grahame - Sue Prescott
- George Maharis - Joey Quayles

## Reconocimientos
La serie fue pionera del género miniserie en televisión, y su éxito crítico y de audiencia influyó en producciones futuras en ABC y otras cadenas. También se considera responsable de popularizar adaptaciones televisivas de novelas contemporáneas.